# Donato Ragosa
Donato Ragosa (Buie, 1º dicembre 1856 – Tuscania, 12 febbraio 1909) è stato un patriota e irredentista italiano.

## Biografia

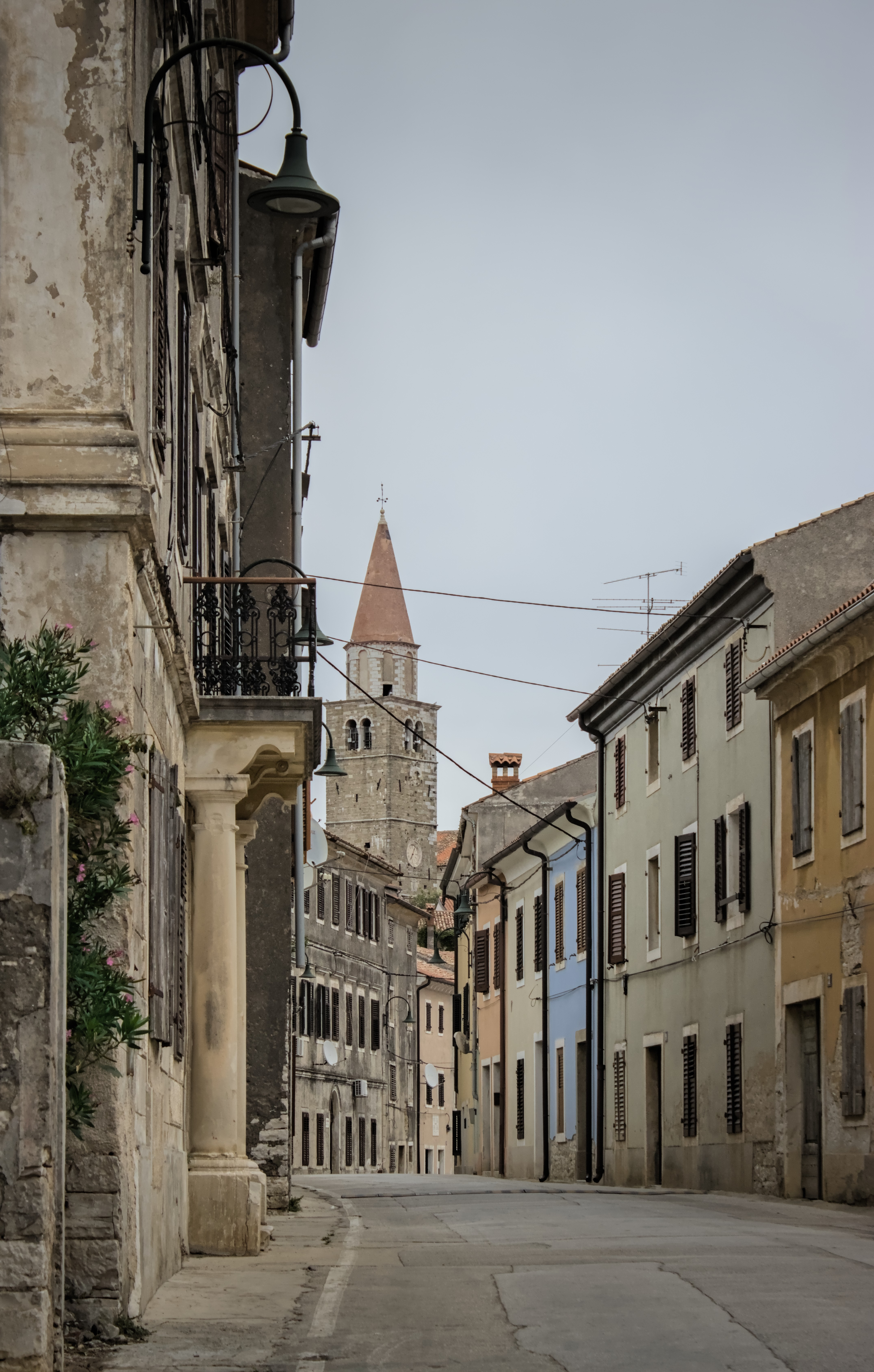
Uno scorcio di Buie città natale di Ragosa

Nacque nella cittadina buiese nel 1856 dove apprese gli ideali patriottici e irredentisti, non poco diffusi in quegli anni tra gli italiani dell’Istria. Buie all’epoca faceva parte dell’Impero austro-ungarico, pur avendo un'assoluta maggioranza di abitanti di lingua italiana. Frequentò gli studi nel ginnasio-liceo della vicina Capodistria per poi iscriversi all’Università di Graz, conseguendo la laurea in farmacia.
Compiuti gli studi si trasferì in Italia, dove esercitò la professione di farmacista e a Roma conobbe il triestino Guglielmo Oberdan e con lui organizzò il mancato attentato all’imperatore Francesco Giuseppe, in visita a Trieste, in occasione dei 500 anni dell’annessione della città alabardata all’impero asburgico.
 
Oberdan e Ragosa partirono da Roma il 14 settembre 1882 con due bombe all’Orsini e giunsero prima a Udine e poi a Ronchi dei Legionari (all'epoca Ronchi di Monfalcone). I due si divisero e Ragosa continuò il viaggio verso Trieste con un cocchiere, mentre Oberdan venne arrestato dopo aver sparato ad un gendarme trentino che lo aveva riconosciuto; venne in seguito processato e impiccato sempre nel 1882. Ragosa invece riuscì a sfuggire alla polizia asburgica e vista l'impossibilità di condurre qualsiasi azione a Trieste e in Istria, riparò inizialmente a Venezia grazie all’aiuto dell’amico capodistriano Domenico Manzoni. Venne in seguito anche lui arrestato e processato alla Corte d'assise di Udine nel 1883, ma assolto.
Negli anni successivi, fu perseguitato dalla polizia italiana e subì ingiustizie e angherie. Come scrisse il senatore Francesco Salata "gli si attribuivano sempre nuovi progetti di immaginarie imprese violente".
Morì a Tuscania nel 1909, senza aver rimesso più piede nella sua Istria.
Nel 1922, nella cittadina di Buie già annessa all'Italia, ci fu l’inaugurazione di un monumento marmoreo raffigurante l’illustre patriota concittadino. All'inaugurazione parteciparono tanti cittadini e numerose delegazioni della Lega Nazionale, tra cui quelle di Trieste, Capodistria, Pirano, Isola d'Istria e altre. Nello stesso giorno ci fu anche la scoperta di una lapide, collocata sulla facciata della casa natale. La lapide riportava la scritta In questa casa addì I° dicembre 1856 - vide la luce Donato Ragosa - che all'ideale di Guglielmo Oberdan - votò se stesso - a gloria d'Italia - a redenzione dell'Istria. Entrambe furono smantellate nel 1945.

A Trieste a sede il Circolo di esuli buiesi intitolato a Donato Ragosa.